# Coleta de plantas

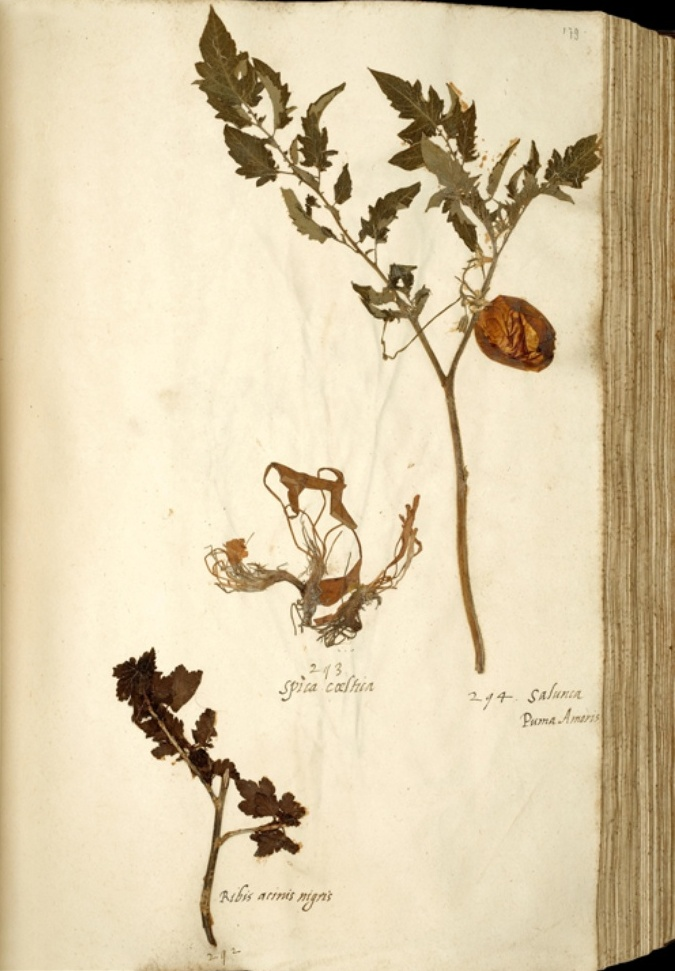
Solanum lycopersicum var. licopersicum: o fruto e as folhas de tomate mais antigos que sobreviveram. Página do Herbário En Tibi, 1558. Centro de Biodiversidade Naturalis.

A coleta de plantas é a aquisição de espécimes de plantas para fins de pesquisa, cultivo ou como hobby. Espécimes de plantas podem ser mantidos vivos, mas geralmente são secos e prensados para preservar a qualidade do espécime. A coleta de plantas é uma prática antiga, com registros de um botânico chinês coletando rosas há mais de 5.000 anos.
Herbários são coleções de amostras de plantas preservadas e seus dados associados para fins científicos. O maior herbário do mundo fica no Muséum National d'Histoire Naturelle, em Paris, França. Amostras de plantas em herbários geralmente incluem uma folha de referência com informações sobre a planta e detalhes da coleta. Este sistema de arquivamento detalhado e organizado fornece aos horticultores e outros pesquisadores uma maneira de encontrar informações sobre uma determinada planta e uma maneira de adicionar novas informações a um arquivo de amostra de planta existente.
A coleta de espécimes de plantas vivas na natureza, às vezes chamada de caça de plantas, é uma atividade que ocorre há séculos. A primeira evidência registrada de caça de plantas foi em 1495 a.C., quando botânicos foram enviados à Somália para coletar árvores de incenso para a Rainha Hatshepsut . A era vitoriana viu um aumento na atividade de caça de plantas, à medida que aventureiros botânicos exploravam o mundo em busca de plantas exóticas para levar para casa, muitas vezes com considerável risco pessoal. Essas plantas geralmente acabavam em jardins botânicos ou em jardins particulares de colecionadores ricos. Os caçadores de plantas prolíficos neste período incluíram William Lobb e seu irmão Thomas Lobb, George Forrest, Joseph Hooker, Charles Maries e Robert Fortune.

## Coleta de amostra
Ao coletar uma amostra, é importante primeiro certificar-se de que a terra onde você está coletando permite a remoção de espécimes naturais. O primeiro passo da coleta de plantas começa com a seleção da amostra. Amostras viáveis incluem características de identificação como flores, frutos, sistemas de raízes ou quaisquer outras características únicas. Plantas menores podem exigir vários indivíduos para compor uma amostra. Plantas que apresentam sinais de infecção devem ser evitadas para evitar a propagação da doença. O próximo passo depois de encontrar uma planta adequada para coleta é atribuir a ela um número para fins de manutenção de registros. Esse sistema de numeração fica a critério de cada colecionador, mas geralmente envolve a data da coleção ou o número sequencial dessa coleção. Junto com um número atribuído, observações sobre a localização da planta e sua aparência viva devem ser anotadas em detalhes. Estas notas de campo acompanharão a amostra finalizada para fornecer informações complementares sobre a planta.

### Prensagem de plantas
Técnicas adequadas de prensagem e montagem são essenciais para a longevidade de uma amostra de planta coletada. Amostras de plantas devidamente preservadas podem durar centenas de anos. O próprio Jardim Botânico de Nova York guarda amostras de plantas que datam da Expedição de Lewis e Clark de 1804–1806.

#### Compressão

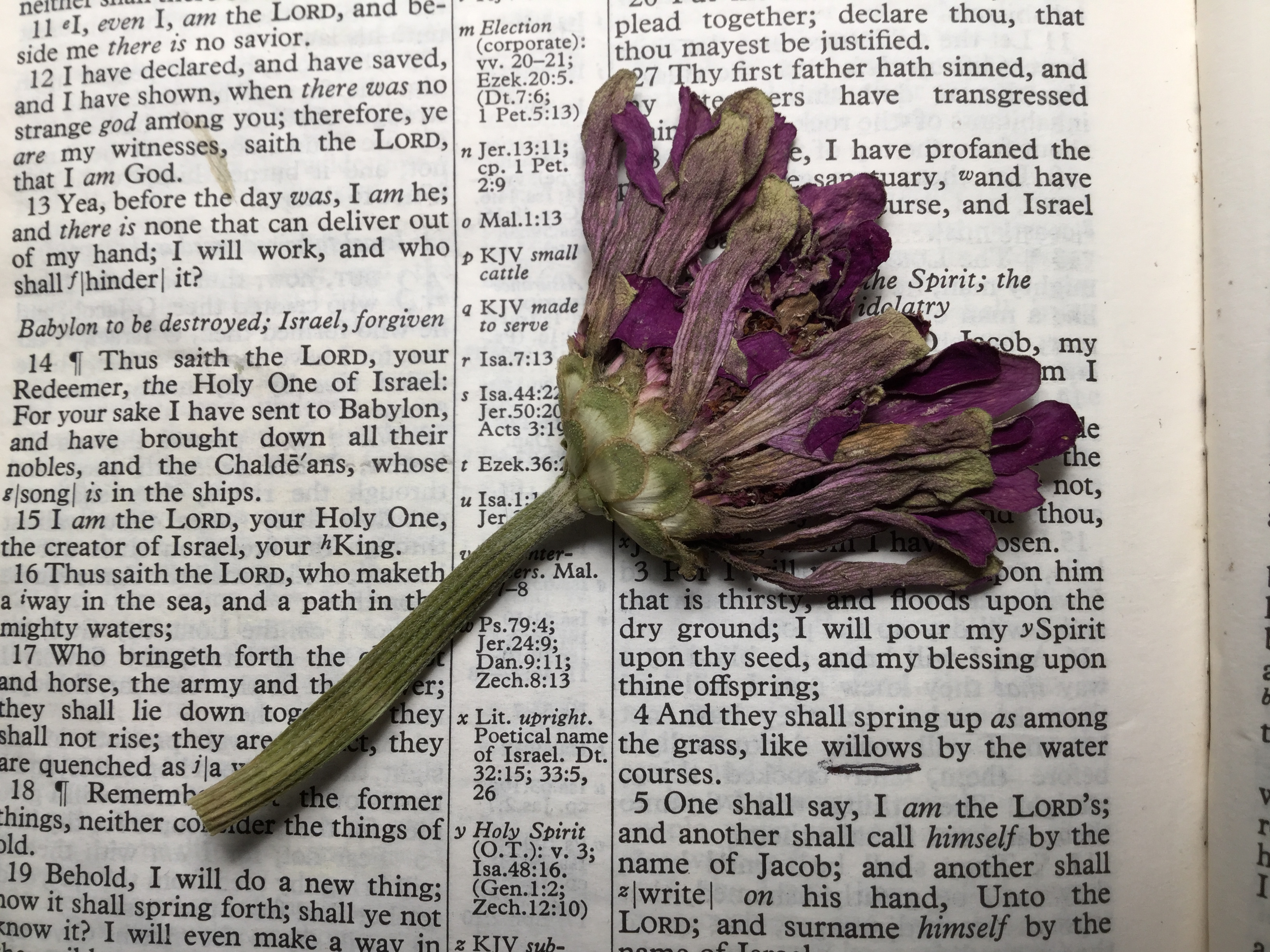
Um livro com um objeto pesado em cima pode ser usado para prensar plantas

Depois de limpar a amostra de qualquer lama ou sujeira, o próximo passo é prensar a amostra. Algumas amostras podem resistir melhor à prensagem se forem deixadas murchando por alguns dias. No entanto, nunca se deve deixar que as plantas estraguem ou se decomponham antes da prensagem, pois isso afetará a qualidade do produto seco. As prensas vegetais são mais comumente construídas com duas peças planas e lisas de madeira e algum tipo de mecanismo de compressão. A compressão pode ser realizada com porcas e parafusos apertados nos cantos da prensa, com tiras apertadas ao redor da prensa ou colocando pesos em cima da prensa. Um livro com um objeto pesado em cima também pode funcionar como uma prensa.[carece de fontes?] Ao serem colocadas na prensa, as amostras de plantas devem ser colocadas entre algumas camadas de papel absorvente. Jornal e papelão são duas opções comuns para materiais de mata-borrão. Ao dispor a planta na prensa, é importante lembrar que o produto vegetal seco será frágil e inflexível, então posicione a planta exatamente como você deseja que o produto final fique. Aperte a prensa e espere aproximadamente um dia para verificar a planta. O mata-borrão deve ser retirado e substituído por um mata-borrão seco aproximadamente a cada 24 horas. O tempo de secagem completa varia dependendo do tipo de planta, mas geralmente é de 7 a 10 dias. Plantas mais carnudas, como suculentas, levarão mais tempo.

#### Montagem
Após a amostra da planta ter sido suficientemente seca e prensada, ela deve ser montada. A qualidade da montagem não afeta apenas a aparência da amostra da planta, mas também determina a taxa de deterioração que a amostra sofrerá. As montagens de qualidade de herbário usam papel especializado para melhor proteção contra deterioração. Este papel pode ser 100% alfa celulose ou papel de algodão “trapo”. Esses tipos de papel são ideais para preservar amostras de plantas porque não são ácidos e têm pH neutro. As amostras podem ser presas ao papel com fita de linho ou coladas na folha. Se for necessária cola, recomenda-se o uso de metilcelulose de grau A misturada com água para obter resistência ideal à deterioração.

#### Armazenamento
Para que os espécimes de plantas sejam mantidos em boas condições para referência futura, são necessárias condições de armazenamento adequadas. O espaço de armazenamento deve ser mantido em um ambiente com pouca luz e baixa umidade. A temperatura do espaço de armazenamento deve ser mantida fria, entre 10-18 graus Célcius.
É importante manter o espaço de armazenamento livre de pragas nocivas. Recomenda-se proteger os espécimes embrulhando as folhas em sacos plásticos selados. Vários pesticidas também podem ser usados para proteger o espaço de armazenamento contra infestação de pragas. Se a infestação de pragas já tiver ocorrido, as amostras devem ser congeladas por três a quatro dias. O congelamento de novas adições de amostras de plantas é uma medida preventiva sugerida contra a introdução de pragas no espaço de armazenamento.

### Conservação sem prensagem
Alguns espécimes não podem ser comprimidos, degradam-se quando secos ou requerem outras técnicas de preservação e armazenamento. Sementes ou frutos grandes podem ser armazenados em caixas sem compressão. Plantas aquáticas e plantas delicadas podem ser armazenadas em conservantes líquidos. Os cactos podem ser armazenados em etanol.
Nos casos em que a secagem ou prensagem de uma planta pode destruir ou alterar uma característica da planta que está sendo estudada, pode-se usar etanol de 50 a 75% para preservar o espécime por até 4 semanas. Isso é comumente usado ao seccionar amostras de tecido.
Se um colecionador deseja preservar uma flor em sua forma natural, ele usará um dessecante. O dessecante mais comumente usado é o gel de sílica . Para fazer isso, as flores são colocadas em uma caixa e o dessecante é adicionado até que as flores estejam cobertas. Após 2 a 7 dias, o dessecante é removido, revelando as flores preservadas.

## Terminologia

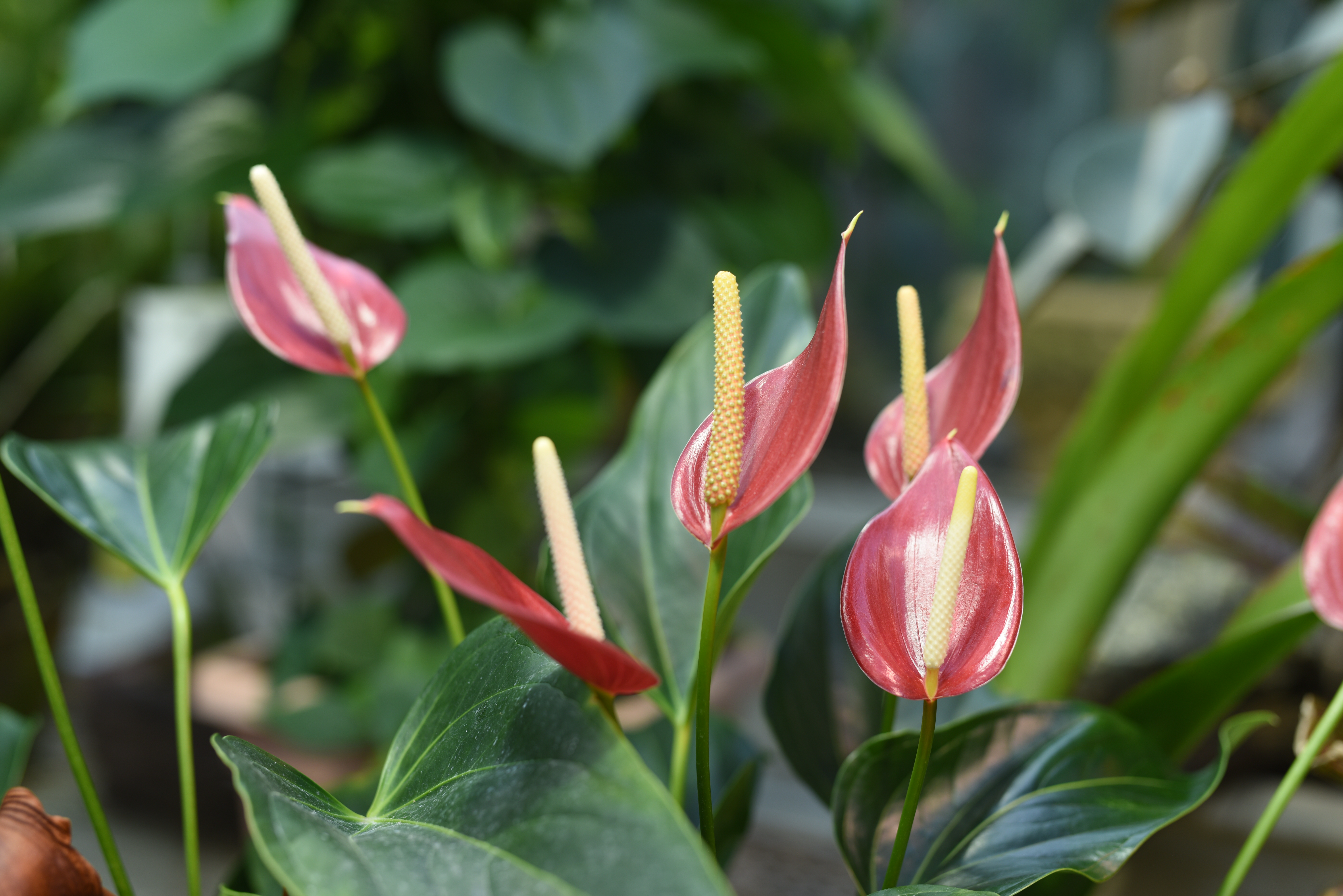
Flor de flamingo

A “descoberta” de uma planta significa a primeira vez que uma nova planta foi registrada para a ciência, muitas vezes na forma de plantas secas e prensadas (um espécime de herbário) enviadas para um estabelecimento botânico como os Jardins de Kew em Londres, onde seriam examinadas, classificadas e nomeadas.
"Introdução" de plantas significa a primeira vez que matéria viva – sementes, estacas ou uma planta inteira – foi trazida de volta para a Europa. Assim, a árvore do lenço (Davidia involucrata) foi descoberta pelo Père David em 1869, mas introduzida na Grã-Bretanha por Ernest Wilson em 1901.
Muitas vezes, as duas coisas aconteciam simultaneamente: assim, Sir Joseph Hooker descobriu e introduziu os seus rododendros do Himalaia entre 1849 e 1851.